# Unzen (vulcan)
Unzen (jap. 雲仙岳 Unzen-dake) este un stratovulcan activ, fiind considerat unul dintre cele mai periculoși vulcani din Japonia. El se află situat în apropiere de orașul Shimabara situat pe peninsula Shimabara, insula Kyūshū. Este vorba de fapt de un complex vulcanic cu mai multe vârfuri și cratere. În prezent vârful cel mai înalt este Shinzan (平成新山) cu altitudinea de 1.486 m deasupra n.m.. Ultima erupție a avut loc în anul 1990, vulcanul devine renumit prin faza sa activă dintre anii 1989 - 1995 când după o pauză mai îndelungată au urmat o serie de erupții cu piroclaste care au schimbat relieful regiunii și care au cauzat moartea a 50 de oameni. 